# Marpissa kalighatensis
Marpissa kalighatensis là một loài nhện trong họ Salticidae.
Loài này thuộc chi Marpissa. Marpissa kalighatensis được Biswamoy Biswas & Biswamoy Biswas miêu tả năm 1992.